# 下松特霍芬湖

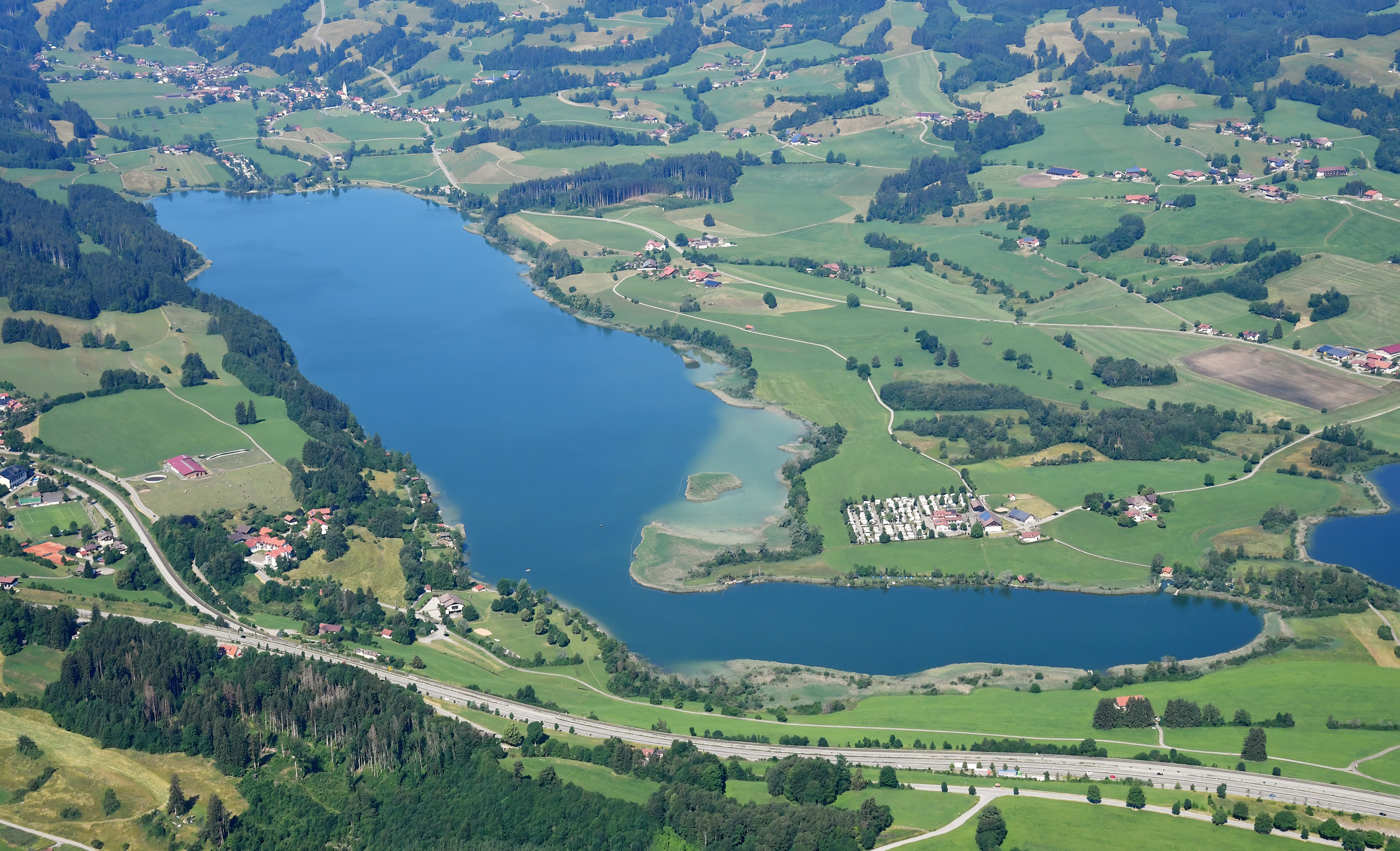

47°38′5.91″N 10°15′53.41″E / 47.6349750°N 10.2648361°E
下松特霍芬湖（德語：Niedersonthofener See），是德國的湖泊，位於該國東南部，由巴伐利亞負責管轄，處於上阿爾高縣，長2.8公里、寬0.6公里，面積1.4平方公里，海拔高度703米，平均水深10米，最大水深21米，水體容量1,350萬立方米。